# Wendlandia psychotrioides
Wendlandia psychotrioides är en måreväxtart som först beskrevs av Ferdinand von Mueller, och fick sitt nu gällande namn av Ferdinand von Mueller. Wendlandia psychotrioides ingår i släktet Wendlandia och familjen måreväxter. Inga underarter finns listade i Catalogue of Life.